# Celle (Germania)
Celle (pronuncia: [ˈtsɛlə]) è una città tedesca della Bassa Sassonia, capoluogo del circondario (Landkreis) omonimo.
Dal punto di vista storico e architettonico il centro cittadino, caratterizzato da case a graticcio, è di notevole interesse.
L'integrità del suo centro è unica nelle città tedesche di una certa importanza: Celle non fu infatti colpita dai bombardamenti alleati durante la seconda guerra mondiale in quanto luogo d'origine della dinastia di Hannover, divenuta Windsor.
Celle è considerata la porta meridionale verso la Lüneburger Heide (brughiera di Luneburgo) e il suo centro cittadino vanta più di 400 case a graticcio nonché un castello in stile rinascimentale-barocco.
Celle si fregia del titolo di "Grande città indipendente" (Große selbständige Stadt).

## Geografia fisica

### Posizione
La città sorge nella Landa di Luneburgo (Lüneburger Heide), sulle rive del fiume Aller. Si trova a circa 40 km a nord-est di Hannover, a 60 km a nord-ovest di Braunschweig e a 120 km a sud di Amburgo.

### Clima
Le precipitazioni annuali si attestano su 692 mm, che equivalgono al terzo intermedio dei valori tipici per la Germania. Nel 39% delle stazioni di misurazioni del servizio meteorologico tedesco (Deutscher Wetterdienst) vengono registrati valori inferiori. Il mese più secco è febbraio, la maggior parte delle precipitazioni cade in agosto, e precisamente 1,5 volte più che in febbraio. Queste sono distribuite quasi omogeneamente nell'arco dell'anno. Solo nell'1% delle stazioni di misurazione vengono registrate oscillazioni stagionali più basse.
La temperatura media annuale è di circa 8,9 °C. I mesi più caldi sono luglio con una media di 17,5 °C e agosto con 17,1 °C e i più freddi sono gennaio con 0,6 °C e febbraio con 1,1 °C.

## Storia

### Medioevo
Celle viene citata per la prima volta in un documento scritto nel 985 come Kellu ("insediamento sul fiume"). Nell'XI secolo la città disponeva del diritto di conio. Alcune monete sono contenute nel ritrovamento di monete di Sandur sulle isole Fær Øer. Nel 1292 il duca Otto II il Severo rinunciò ad Altencelle (Celle vecchia) dove già nel decimo secolo si trovava un sistema di difesa sotto forma di muro ad anello del borgo. Egli fondò a 4 km a nordovest un insediamento rettangolare presso la già esistente Brunonenburg. Nel 1301 venne concesso il diritto di chiamarsi città. Nello stesso periodo cominciò la costruzione della chiesa cittadina.
Nel 1378, con il duca Albrecht, Celle divenne residenza dei duchi di Sassonia-Wittenberg. In questo periodo si suppone abbia avuto luogo la costruzione delle mura cittadine di Celle. Dal 1433 i principi di Luneburgo risiedettero nel Castello di Celle. Nel 1453 il duca Federico il Pio fondò davanti alle porte della città un convento francescano. Il 3 ottobre 1453 il papa Nicola V autorizzò il trasferimento del convento all'interno della città. Nel 1464 il monopolio della spedizione per mare del grano consentì un'ascesa economica della città.

### Storia moderna
Nel 1524 venne introdotta a Celle per opera del duca Ernesto I (il Confessore) di Brunswick-Luneburgo la Riforma protestante. Celle fu così la prima città dopo Wittenberg che si unì completamente alla Riforma.
Nel 1570 suo figlio, il duca Guglielmo, costruì la cappella del castello, che venne inaugurata nel 1585.
Nel 1660 il duca Cristiano Luigi di Brunswick-Lüneburg costruì ad Altenhagen un palo per gli aironi con una scritta che ricorda la gara di aironi con i falchi nobili. Dal 1665 al 1705 Celle conobbe una fioritura culturale come residenza sotto il duca Giorgio Guglielmo con un ampliamento e una trasformazione del castello ancora fortemente medievale in direzione di un castello barocco con quattro ali. Culturalmente ricca di influssi fu la consorte francese di Giorgio Guglielmo, Eleonore d’Olbreuse, che portò a Celle compagni di fede ugonotta e architetti italiani. In questo periodo vennero creati il giardino francese e il giardino italiano e costruito il teatro del castello barocco. Nel 1700 gli ugonotti ottennero una propria chiesa, oggi una delle poche chiese ugonotte conservate nella Germania nordoccidentale.
Nel 1705 morì l'ultimo conte di Celle e il principato di Luneburgo passò in eredità ai Welfen di Hannover. Celle ora faceva parte dell'elettorato di Braunschweig-Luneburgo. A titolo di rimborso per la perdita dello status di città-residenza, Celle ottenne nei decenni seguenti tre istituzioni amministrative: la corte suprema di appello, il penitenziario e il deposito stalloni. Così cominciò lo sviluppo verso una città di impiegati e giuristi. Ancora oggi tra l'altro la corte sociale del Land Bassa Sassonia-Brema e la corte suprema del Land per la maggior parte competente per la Bassa Sassonia hanno sede a Celle. Contemporaneamente si trova a Celle un istituto penitenziario (in breve JVA Celle) la cui sede esterna a Salinenmoor a 11 km a nord del centro cittadino venne chiusa nel 2014. Il fatto che i cittadini di Celle una volta – posti di fronte alla scelta – scelsero di avere in città il penitenziario piuttosto che l'offerta università per tutelare l'innocenza delle loro figlie non è documentabile, ma rimane insistentemente come aneddoto nella tradizione popolare.
Nel 1786 Albrecht Thaer costruì il primo istituto sperimentale agrario tedesco nei Dammaschwiesen (oggi giardini Thaers). La scuola Albrecht Thaer fa oggi parte di un centro di formazione professionale nel quartiere di Celle Altenhagen. 

### Storia contemporanea
Nel 1842 venne costruita la caserma dei dragoni di Cambridge per l'omonimo primo reggimento n. 9 dei dragoni di Hannover denominato in onore di Adolfo Federico, primo Duca di Cambridge. Dopo l'ampliamento del 1913 e la ricostruzione dopo un parziale rogo nel 1936, la caserma nel 1945 venne rinominata Goodwood Baracks e dal 1976 fino al 1996 fu sede della Panzerbrigade 33 dell'esercito federale tedesco; l'ultima ridenominazione in Caserma dei dragoni di Cambridge avvenne nel 1980. Dal 1996 l'area è in particolare sede di uno dei maggiori centri giovanili della Bassa Sassonia (Caserma CD).
Dal 1869 fino al 1872 ebbe luogo la costruzione della grande caserma della fanteria per il reggimento di fanteria N. 77. Nel 1938 la caserma cambiò nome in Heidekaserne. Dopo la Seconda Guerra mondiale la caserma venne utilizzata dalle truppe britanniche, che abbandonarono l'area nel 1993. Dal 1999 nel monumentale edificio di mattoni destinato a nuovo uso si trova il Neues Rathaus (nuovo Municipio) con l'amministrazione cittadina di Celle; nelle aree libere circostanti e nella piazza delle esercitazioni furono costruiti edifici abitativi e il parco cittadino.
Nel 1892 venne fondato – con numerose donazioni di cittadini – l'attuale Museo Bomann con importanti raccolte etnografiche e di storia cittadina. Nel 1913 venne costruito il campanile di 74 metri di altezza della chiesa cittadina, il cui complesso campanario venne completamente rinnovato nel 2008. 
Durante la Prima Guerra mondiale esistevano a e nei dintorni di Celle due campi di internamento dei prigionieri di guerra: in uno nacque a Scheuen il "Lager Celle", che inizialmente fu un lager per soldati, poi per ufficiali, con fino a 10.000 britannici, serbi, russi, belgi, francesi e italiani. Nel castello di Celle venne approntato un lager per prigionieri, nel quale erano internati fino a 300 "prigionieri civili di posizione di vita più elevata". Si trattava soprattutto di studenti universitari, commercianti, industriali e artisti di nazionalità ora nemiche che vivevano in Germania o che all'inizio della guerra si trovavano in viaggio attraverso la Germania, nonché personaggi pubblici presi come ostaggi attorno ai territori occupati francesi e belgi. Nacquero i primi cimiteri di soldati.
Nel 1928 nel quartiere Hehlentor venne fondata la Spinnhütte (filanda di seta e tessitura S.r.l), che quattro anni più tardi si consociò con la Peiner Seidenspinnerei (filanda di seta di Peine) nella Seidenwerk Spinnhütte AG. L'impresa si sviluppò fino alla fine degli anni 1930 – accanto agli impianti militari – fino a diventare la maggiore industria di Celle con 670 occupati. I soci della società per azioni nell'estate 1936, dopo un cambiamento dei crediti pendenti della Bank der deutschen Luftfahrt (Banca dell'aviazione tedesca), che faceva parte della zona d'influenza del Ministero dell'aviazione del Reich, delegittimati da una manipolazione del bilancio, trasportarono il patrimonio della S.p.A. nella Mitteldeutsche Spinnhütte GmbH. Lo sfondo di questa azione fu il fatto che i numeri e le date della S.r.l. non dovevano venire pubblicati e così anche le cifre di produzione potevano venire mantenute segrete. Il prodotto principale della Spinnhütte era la seta per paracaduti, che era necessaria per l'equipaggiamento della truppa di cacciatori con paracadute istituita dal 1936; oltre a questa venivano fabbricati anche in piccola quantità prodotti civili. Nel 1937 la Spinnhütte ottenne la qualifica di "Impresa modello nationalsocialista" e nel 1943 in aggiunta a questa il titolo "Impresa modello di guerra". Nell'ambito dell'ampliamento della Mitteldeutsche Spinnhütte GmbH vennero costruiti stabilimenti satellite a Peine, Plauen, Wanfried, Apolda, Osterode e Pirna. In aggiunta a questi vennero costruiti anche stabilimenti a Telgte nonché durante la Guerra in Serbia. Nell'amministrazione principale della Mitteldeutsche Spinnhütte GmbH ultimata nel 1940 si trova oggi la Corte sociale del Land Bassa Sassonia-Brema. Verso la fine della guerra ebbero luogo in un edificio secondario della Spinnhütte nell'ambito del Uranverein (Circolo Uranio) tentativi di arricchimento dell'uranio con l'aiuto dell'ultracentrifuga. Questi lavori si trovavano sotto la guida del fisico-chimico amburghese Paul Harteck.
Insediamento del giardino italiano di Otto Haesler a Celle, 1924/25
Nelle vicinanze della Spinnhütte a Celle nacque nella Dörnbergstraße tra il 1938–1941 la Reichsanstalt für Seidenbau (Istituto del Reich per la fabbricazione della seta) che dopo la Seconda Guerra mondiale proseguì come istituto di ricerca federale (dal 2002 Istituto per la tutela animale e la cura degli animali).
Nel settembre 1929 Rudolph Karstadt aprì un monumentale grande magazzino Karstadt costruito a partire dal 1927 nella Poststraße nel mezzo della città vecchia delle case a graticcio, che nella sua facciata era simile al grande magazzino Karstadt presso il Hermannplatz a Berlino. La filiale Karstadt di Celle nel 1965 venne interrotta e sostituita da un nuovo edificio adibito a grande magazzino ancora più ampio per superficie e ancora più dibattuto, su progetto di Walter Brune. 
Le facciate piegate con struttura a griglia, scaturite da un bando di gara tra architetti sotto la guida di Rudolf Hillebrecht, secondo la giuria di gara rappresentava un riuscito aggiornamento formale della struttura a graticcio di Celle. 
L'architetto di Celle Otto Haesler costruì dal 1924 al 1932 circa una dozzina di edifici singoli e insediamenti nello stile del Neuen Bauen (movimento moderno), che all'epoca della Repubblica di Weimar venivano fortemente ammirati a livello nazionale e internazionale. Di essi fanno parte gli insediamenti Giardino italiano (1925), Giardino di Giorgio (1927) e Blumläger Feld (1930–31) nonché la scuola della città vecchia (1928), il gruppo di edifici abitativi Waack (1928), la casa del Rettore (1928) e la casa dei Direttori (1930).
In occasione del settecentesimo anniversario della sua fondazione, alla città è stato intitolato l'asteroide 3782 Celle.

### Seconda guerra mondiale
Il libro Gedenkbuch des Bundesarchivs für die Opfer der nationalsozialistischen Judenverfolgung in Deutschland (1933–1945) elenca per nome 39 abitanti ebrei di Celle che vennero deportati e per la maggior parte assassinati. La Zentrale Datenbank der Namen der Holocaustopfer (Beta) (Banca dati centrale dei nomi delle vittime dell'Olocausto) di Yad Vashem elenca per nome 31 abitanti (uomini e donne) ebrei di Celle, dei quali almeno 27 vennero assassinati.
Questo periodo storico viene descritto in dettaglio in un percorso nelle vie cittadine con varie tappe nei luoghi più simbolici chiamato "Celle durante il nazionalsocialismo“.
Durante la notte dei cristalli dal 9 al 10 novembre 1938 si rinunciò alla distruzione totale della sinagoga solo perché ci sarebbe stato pericolo per un'adiacente fabbrica di pelli nonché per altre parti del centro storico cittadino.
L'8 aprile 1945 si verificò l'unico attacco aereo alleato su Celle durante la Seconda Guerra mondiale, durante il quale l'obiettivo erano gli impianti della stazione ferroviaria. Vennero duramente colpiti numerosi treni in attesa, nei quali si trovavano anche circa 4000 prigionieri dei campi di concentramento, morirono centinaia di persone. Una parte dei prigionieri dei campi di concentramento riuscì a fuggire dai treni nella vicina area boschiva Neustädter Holz, tuttavia le guardie SS e i cittadini di Celle nei due giorni seguenti fucilarono la maggior parte dei fuggiaschi. Il numero delle vittime viene stimato in almeno 170 persone. Chiamata cinicamente "Caccia alla lepre di Celle" dagli autori, il massacro rappresenta il capitolo più cupo della storia cittadina di Celle.
Una maggiore distruzione della città venne evitata grazie al fatto che la città il 12 aprile 1945 venne consegnata senza resistenza alla truppe alleate.

## Monumenti e luoghi d'interesse

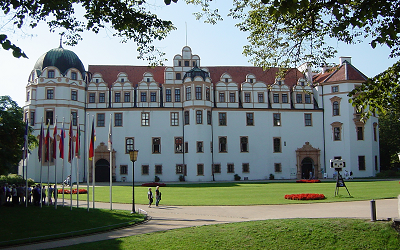
Vista del castello di Celle

Il Castello di Celle è un grande edificio costruito nel tipico stile rinascimentale del Weser che venne costruito nella forma attuale tra il XVI-XVII secolo. Le origini dell'edificio risalgono al 1292 e per questo risulta essere il più antico edificio della città. Fu residenza dei duchi di Braunschweig-Lüneburg per quasi tre secoli e mezzo, dal 1378 al 1705.

## Geografia antropica

### Suddivisione
Celle si suddivide in 17 quartieri (Stadtteile): Altencelle (4.998), Altenhagen (922), Blumlage/Altstadt (8.526), Bostel (455), Boye (832), Garßen (2.978), Groß Hehlen (2.773), Hehlentor (7.974), Hustedt (736), Klein Hehlen (5.782), Lachtehausen (639), Neuenhäusen (8.082), Neustadt/Heese (10.887), Scheuen (1.165), Vorwerk (2.842), Westercelle (7.183) e Wietzenbruch (4.805).

## Infrastrutture e trasporti
La linea principale su cui sorge la stazione ferroviaria è la Hannover - Celle − Uelzen − Lüneburg − Amburgo. Altre linee sono la Celle-Lehrte e 2 tracciati turistici verso Müden e Wittingen.

Celle è capolinea della linea S3 della S-Bahn di Hannover.

A livello autostradale la città è servita dalla A3 Amburgo / Buxtehude-Friburgo, A191 Celle-Plau am See ed A214 Braunschweig-Lingen.

## Società

### Evoluzione demografica
| Data      | Abitanti |
| --------- | -------- |
| 1818      | 8.800    |
| 3-12-1855 | 13.117   |
| 3-12-1861 | 14.100   |
| 3-12-1864 | 14.900   |
| 3-12-1867 | 16.200   |
| 1-12-1871 | 16.147   |
| 1-12-1875 | 18.200   |
| 1-12-1880 | 18.800   |
| 1-12-1885 | 18.800   |

| Data      | Abitanti |
| --------- | -------- |
| 1-12-1890 | 18.901   |
| 2-12-1895 | 19.438   |
| 1-12-1900 | 19.883   |
| 1-12-1905 | 21.390   |
| 1-12-1910 | 23.263   |
| 1-12-1916 | 20.521   |
| 5-12-1917 | 19.997   |
| 8-10-1919 | 23.589   |
| 16-6-1925 | 25.456   |

| Data       | Abitanti |
| ---------- | -------- |
| 16-6-1933  | 27.734   |
| 17-5-1939  | 37.799   |
| 31-12-1945 | 55.059   |
| 29-10-1946 | 52.281   |
| 13-9-1950  | 59.667   |
| 25-9-1956  | 57.239   |
| 6-6-1961   | 58.506   |
| 31-12-1965 | 58.766   |
| 27-5-1970  | 57.155   |

| Data       | Abitanti |
| ---------- | -------- |
| 31-12-1975 | 74.347   |
| 31-12-1980 | 72.820   |
| 31-12-1985 | 70.482   |
| 25-5-1987  | 71.222   |
| 31-12-1990 | 72.260   |
| 31-12-1995 | 73.936   |
| 31-12-2000 | 72.127   |
| 30-6-2005  | 71.402   |
| 1-1-2006   | 71.371   |

## Amministrazione

### Gemellaggi
Celle è gemellata con:
- Celle Ligure
- Hämeenlinna
- Holbæk
- Kwidzyn
- Meudon
- Quedlinburg
- Sumy
- Tavistock
- Tjumen'
- Tulsa

## Galleria d'immagini

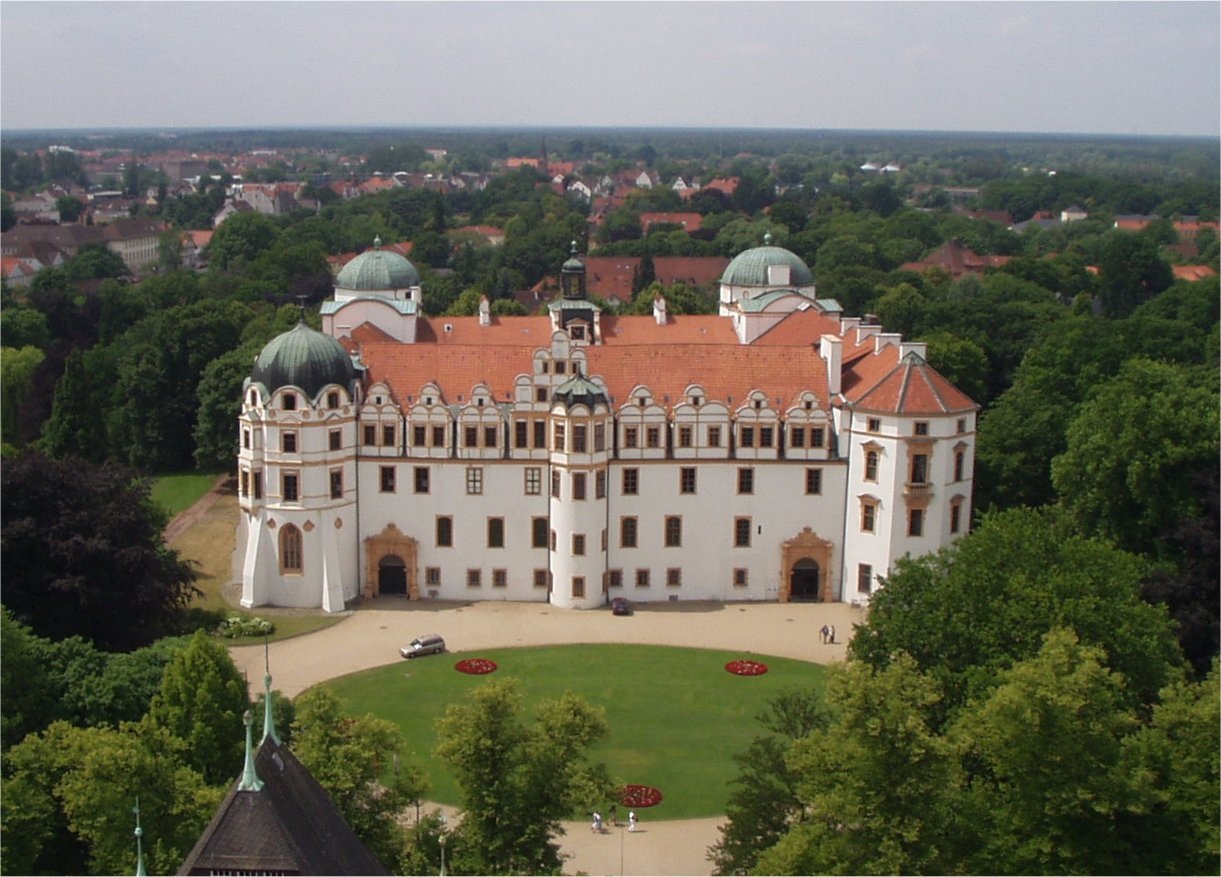
Castello
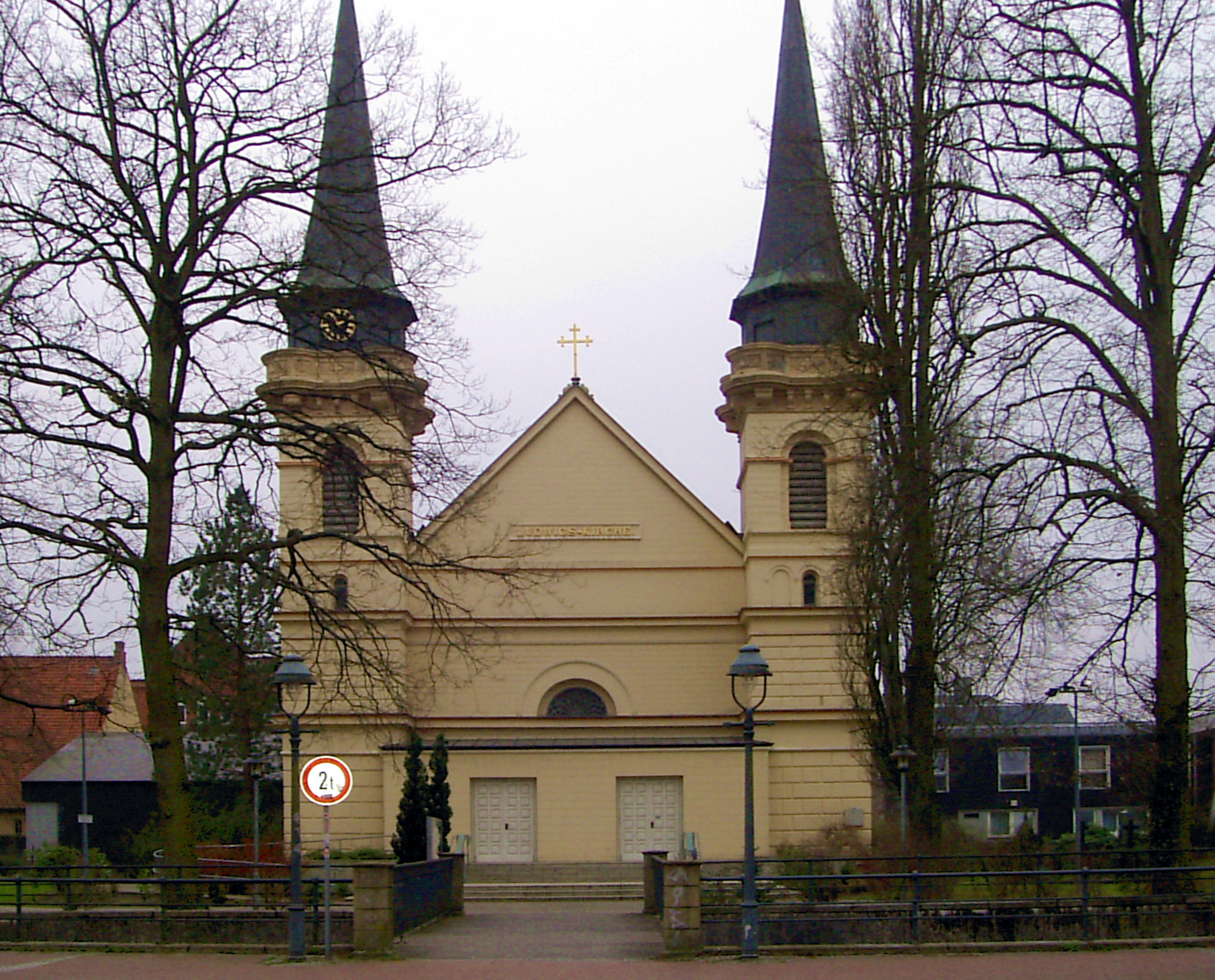
Chiesa di St.Ludwig
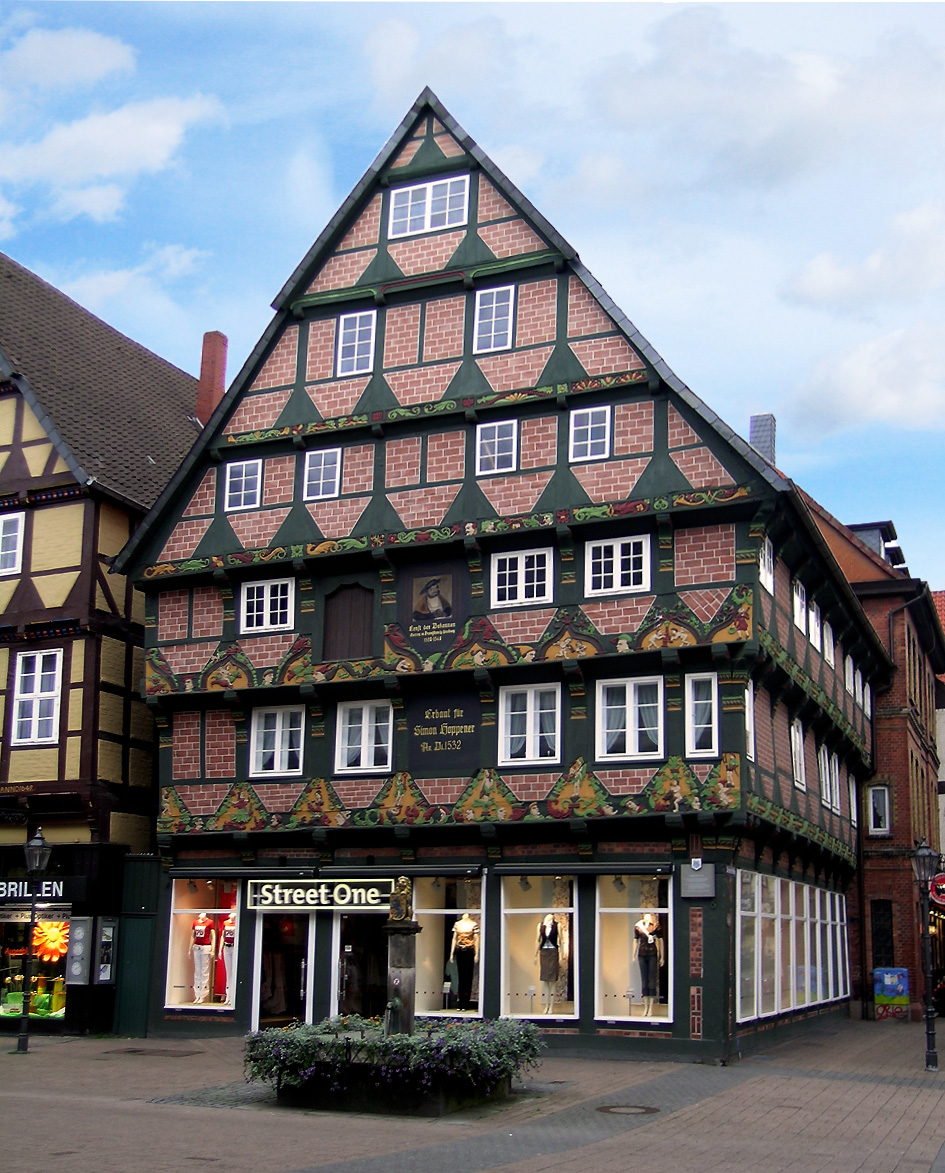
Hoppener Haus
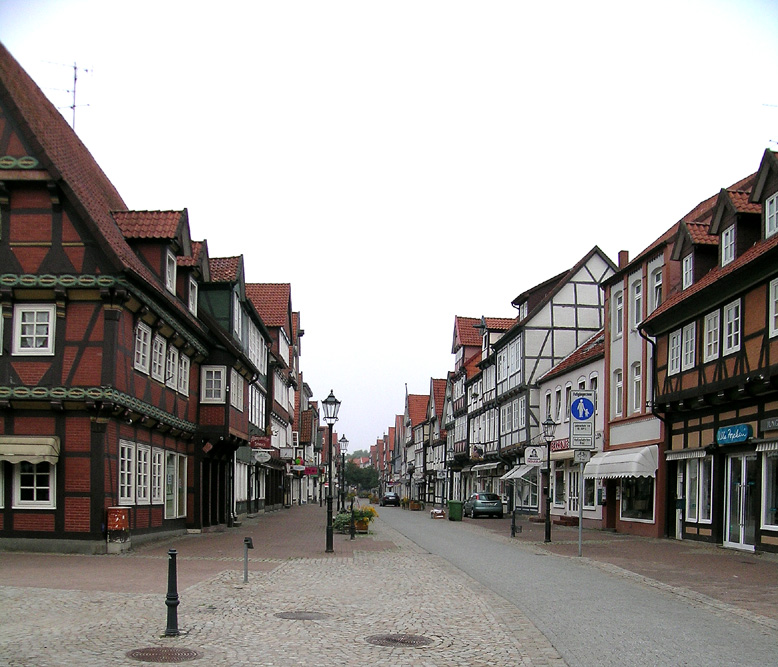
Mauernstrasse
Stemma ornato
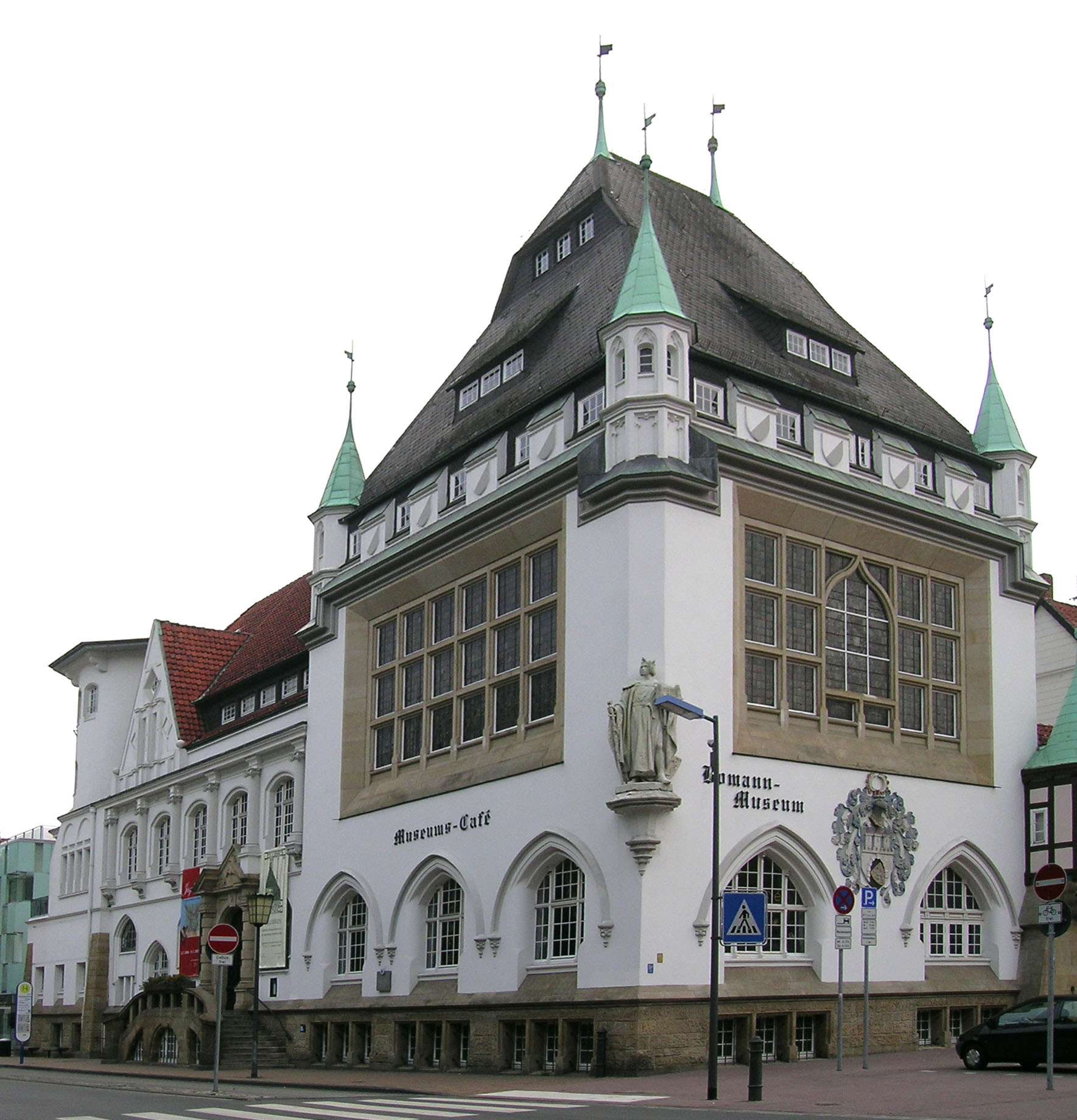
Museo Bomann
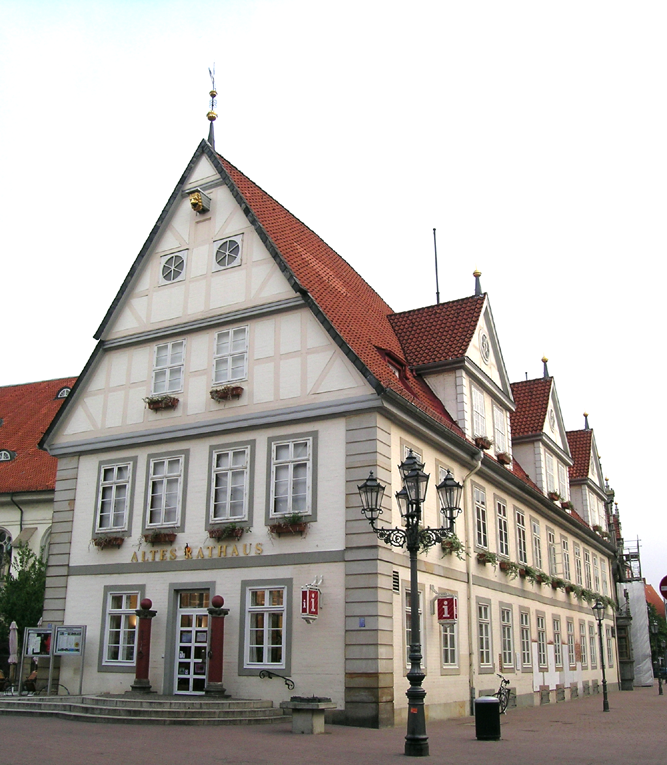
Vecchio municipio
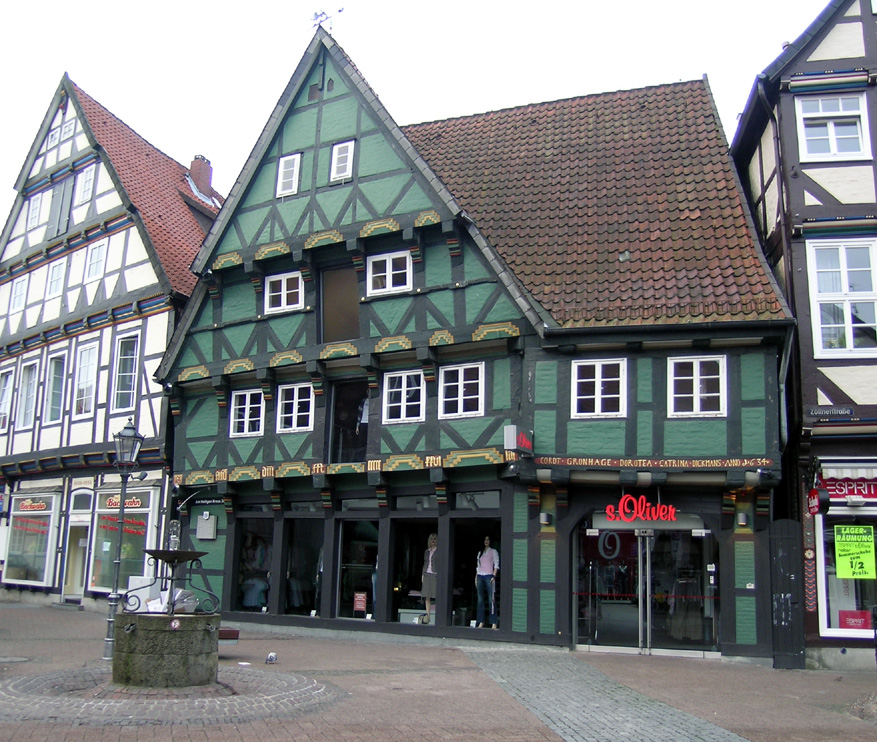
Case del centro storico